# Roc de Frausa

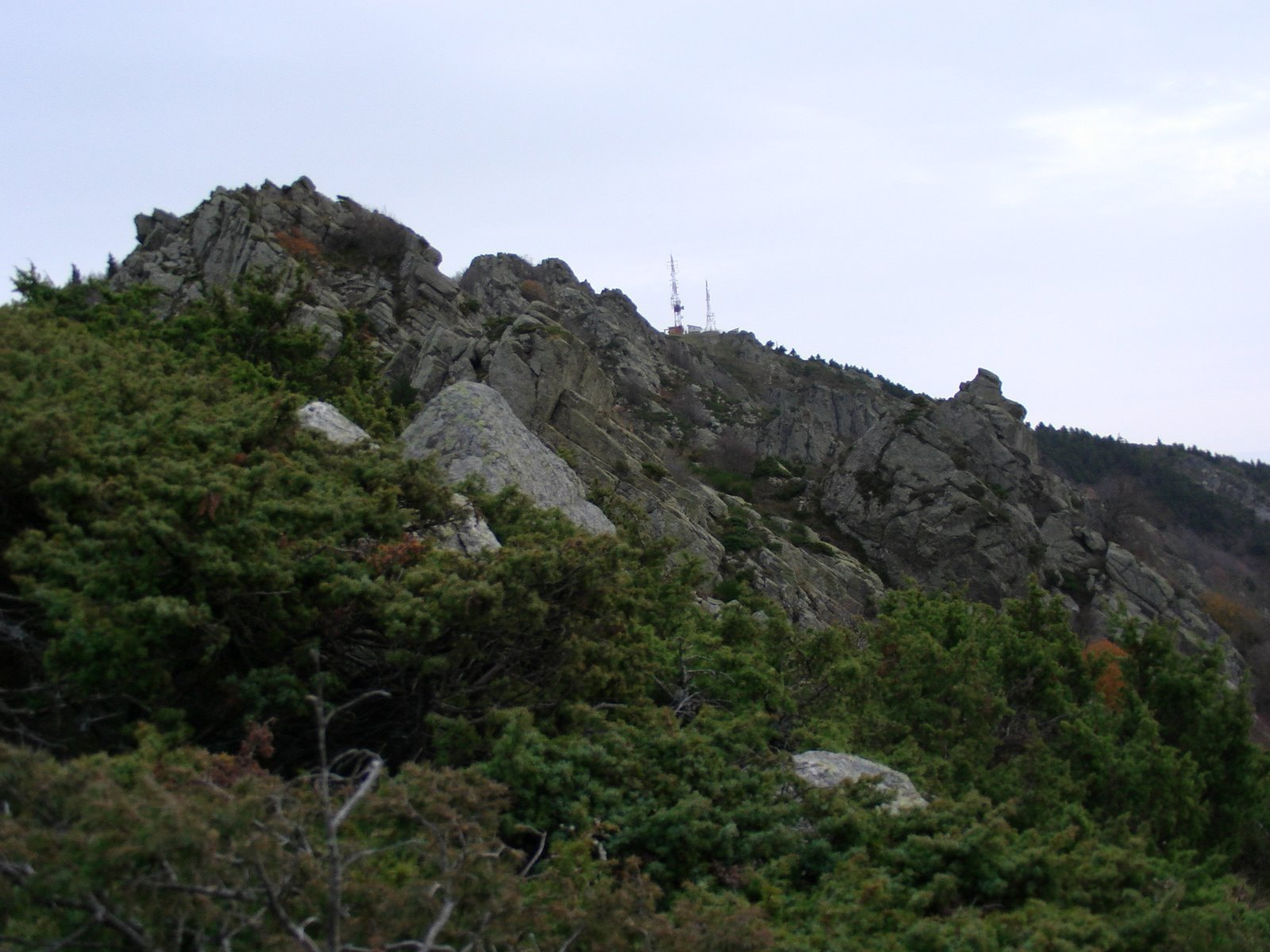
Roc Frausa

La llamada roc de Frausa o roc de Fraussa es una pequeña cumbre pirenaica. Erróneamente en francés se le llama roc de France. Marca la frontera entre Francia (comunas de Reynès y Céret, departamento de Pirineos Orientales) y España (municipio de Massanet de Cabrenys, Cataluña). Es un pico de 1421 m de altitud situado en la sierra de las Salinas.

## Toponimia
El nombre catalán, igualmente utilizado en francés, es roc de Frausa o más raramente roc de Fraussa. Provendría del bajo latín fraga utilizado para designar un lugar escarpado o rocoso y, de manera más general, un lugar de difícil acceso, según Joan Corominas. El nombre francés roc de France apareció en el siglo XIX por deformación errónea de roc de Frausa, sin duda a causa de la posición fronteriza del monte.

## Topografía
Está situada en la parte suroeste del término de Céret, al sudeste de Reynès y en el límite norte del término municipal de Massanet de Cabrenys. A veces se confunde con la llamada roc del Comptador, en el Moixer.